# Relaciones Chile-Seychelles
Las relaciones Chile-Seychelles son las relaciones internacionales entre la República de Chile y la República de las Seychelles.

## Historia

### SigloXX
Las relaciones diplomáticas entre Chile y Seychelles fueron establecidas en 1976.

## Misiones diplomáticas
- Chile no cuenta con representaciones diplomáticas ni consulares en Victoria.[2]
- Seychelles no cuenta con representaciones diplomáticas ni consulares en Santiago de Chile.[2]